# 同方康泰
同方康泰產業集團有限公司（英語：TONGFANG KONTAFARMA HOLDINGS LIMITED，港交所：1312），在2001年，由聯合集團、天安中國等財團組成聯營公司，業務生產及銷售建築用水泥 ，也就是從圓方陶瓷科技有限公司換取上市。其中上海比重最多，前身為「聯合水泥控股有限公司」。
第一次被民營企業家董平收購，並進行購回所有股份，則由文化中國傳播有限公司取代上市，之後在2011年尾，再次公開招股，以每股1港元招股，所有發售股份165,000,000股，集資額1.45億港元，已達至1.96倍超額認購，而股份在2012年1月18日於香港交易所主板上市。

## 連結
- tfkf.com.hk （页面存档备份，存于）